# Lillian McMurry
Lillian Shedd McMurry (* 30. Dezember 1921 in Purvis, Mississippi, USA; † 18. März 1999 in Jackson, Mississippi, USA) war eine der ersten US-amerikanischen Musikproduzentinnen und Inhaberin von Trumpet Records. Sie hatte Einfluss auf die Entwicklung der Bluesmusik, insbesondere durch ihre Aufnahmen von Sonny Boy Williamson II. und ihre Entdeckung des Gitarristen Elmore James. 1998 wurde sie in die Blues Hall of Fame aufgenommen.

## Biografie
Lillian Shedd wurde in Purvis, Mississippi, geboren. Während der Weltwirtschaftskrise erlebte Lillians Familie extreme Armut. Sie waren zu arm, um Schulbücher zu kaufen, die nicht von der Schule gestellt wurden. Mit 13 Jahren begann sie, nach der Schule zu arbeiteten. In den frühen 1940er Jahren arbeitete sie sieben Tage die Woche von 7 bis 22 Uhr an der Theke einer Apotheke. Später erhielt sie eine Beförderung zum Manager.
Sie heiratete 1945 den Möbelhausbesitzer Willard McMurry, mit dem sie 1947 eine Tochter hatte. Sie ließen sich in Jackson, Mississippi, nieder. 1949 half sie ihrem Mann beim Ausräumen eines Ladens, den er gekauft hatte, um dort ein Möbelgeschäft einzurichten. Sie stießen auf einen Stapel 78er Schellackplatten, darauf alte Blues- und R&B-Aufnahmen. Lillian war so inspiriert von Wynonie Harris’ All She Wants to Do Is Rock, dass sie wünschte, im Möbelgeschäft auch Platten zu verkaufen. Aufgrund der großen Nachfrage beschloss sie dann, mehr dieser afroamerikanischen Musik aufzunehmen, die für sie völlig neu und faszinierend war.

### 1950–1952
Sie verwandelte einen Teil des Möbelgeschäfts in ihr eigenes Musikgeschäft „Record Mart“ und gründete 1950 das Musiklabel „Trumpet Records“ und dessen Muttergesellschaft „Diamond Record Company“. Die ersten Veröffentlichungen waren Gospelmusik, aber sie nahm bald sowohl den Slide-Gitarristen Elmore James als auch Sonny Boy Williamson II (Aleck „Rice“ Miller) auf. Elmore James’ Aufnahme von Dust My Broom (1951) wurde einer der größten Erfolge des Labels. Viele der Aufnahmen von Williamson für Trumpet, wie Eyesight to the Blind und Nine Below Zero, wurden später zu Blues-Standards. Sein Lied Pontiac Blues war eine Hommage an McMurrys Auto. Lillian McMurry schrieb auch einige seiner Songs, darunter Red Hot Kisses. Elmore James wusste nicht, dass seine Darbietung von Dust My Broom aufgenommen wurde, und nachdem er es herausgefunden hatte, weigerte er sich, je wieder für McMurry aufzunehmen, obwohl die Aufnahme ihn bekannt gemacht hat.
Unter den anderen von McMurry aufgenommenen Musikern waren Big Joe Williams, Willie Love, Clayton Love, Arthur „Big Boy“ Crudup und Jerry McCain. Sie fungierte bei vielen der für Trumpet aufgenommenen Sessions als Produzentin und engagierte für die Aufnahmen Top-Musiker wie B. B. King, Little Milton Campbell und Joe Willie Wilkins. Sie war auch dafür bekannt, dass sie die Anforderungen zur Rassentrennung der lokalen Musikergewerkschaft ablehnte; bei ihren Aufnahmen mischten sich schwarze und weiße Musiker.

### 1953–1956
Im Sommer 1953 baute Lillians Vater das Diamond Recording Studio (DRC), entworfen von Bill Holford, und der Record Mart stellte den Betrieb ein. Lillian nutzte das, was sie aus Sessions mit großartigen Ingenieuren wie Holford gelernt hatte, und führte selbst Sessions durch. Sie war zu dieser Zeit nur eine von wenigen bekannten Ingenieurinnen in den USA.
Nach etlichen Schwierigkeiten – untreue Künstler, das Fehlen neuer zugkräftiger Musiker, bankrotte Händler, unbezahlte Rechnungen – wurde Trumpet 1955 eingestellt. Lillian McMurry versuchte, das Geschäft unter einem neuen Label „Globe Music“ fortzusetzen. Die letzte Aufnahme im DRC-Studio fand am Saint Patrick’s Day 1956 mit Lucky Joe Almond statt.

### Nach 1956
McMurry arbeitete wieder im Laden ihres Mannes, während sie peinlich genau weiterhin die Tantiemen der Musiker zahlte und sich Plattenlabels vornahm, die versuchten, Trumpet-Tracks ohne Erlaubnis erneut zu veröffentlichen. 1965 bezahlte sie den Grabstein von Sonny Boy Williamson in Tutwiler, Mississippi. 1998 wurde sie in die Blues Hall of Fame aufgenommen. Sie starb im März 1999 im Alter von 77 Jahren in Jackson an einem Herzinfarkt.
Am 17. November 2007 wurden Lillian und Willard McMurry (der 1996 gestorben war) postum mit einer Gedenktafel auf ihrem ehemaligen Aufnahmestudio in Jackson, Mississippi, geehrt.